# Anna Maria von Schürmann

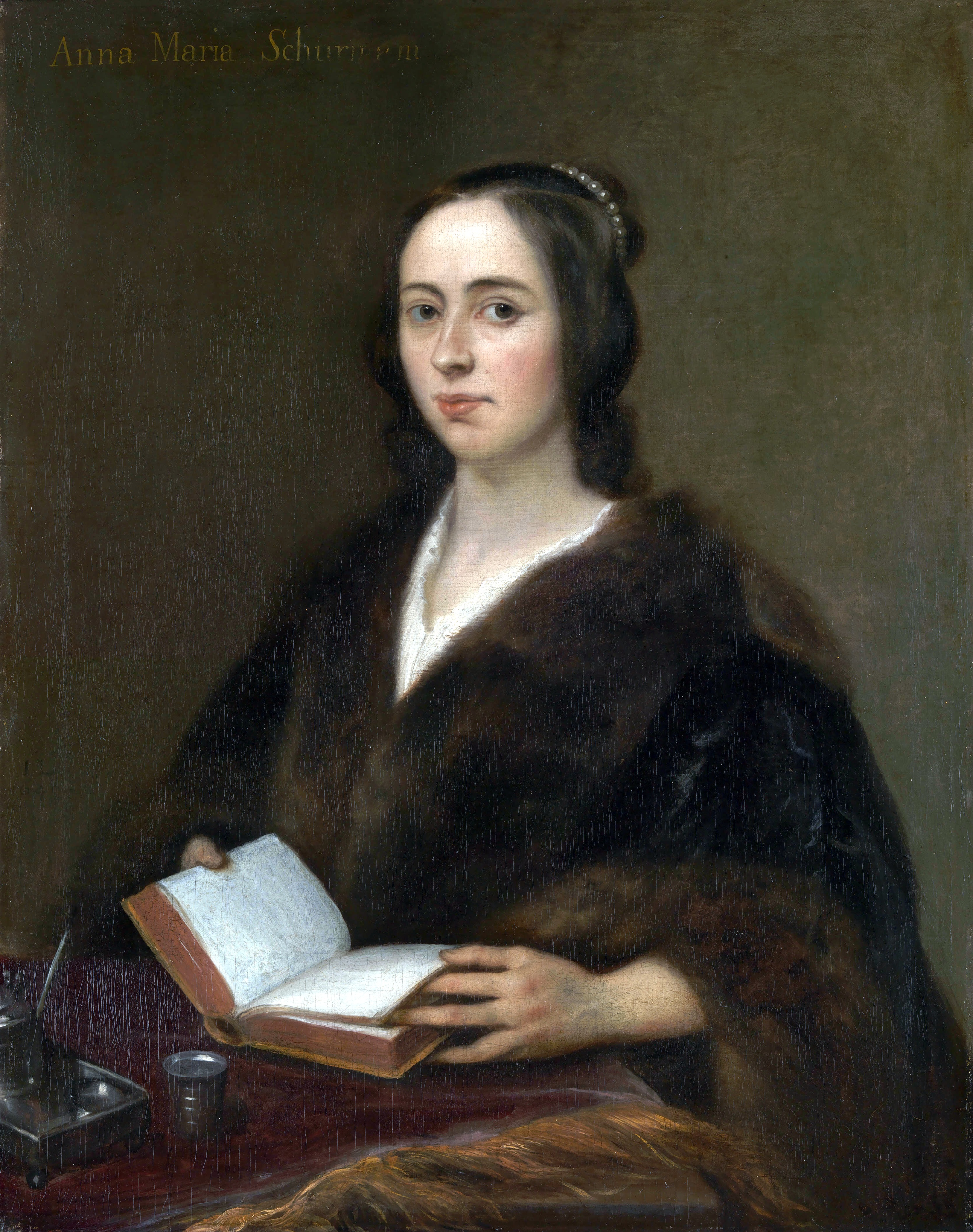
Anne Marie de Schurman, Gemälde von Jan Lievens von 1649, National Gallery London.

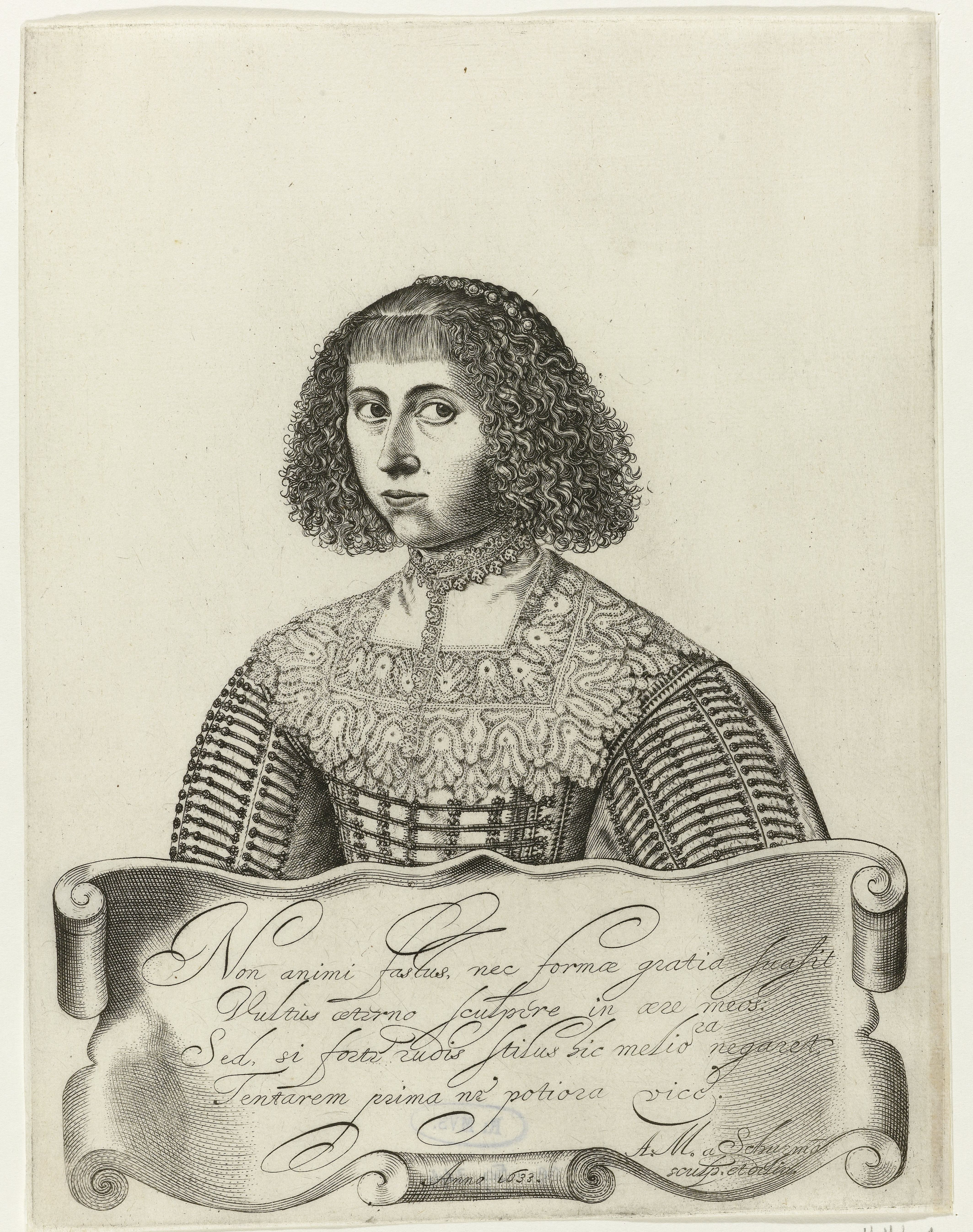
Selbstporträt mit 33 Jahren

Anna Maria von Schürmann, auch van Schu(u)rman (* 5. November 1607 in Köln; † 4. Mai 1678 in Wieuwerd, Westfriesland) war eine deutsch-niederländische Universalgelehrte, die zu ihrer Zeit als „der Stern Utrechts“ für ihre Talente weithin bewundert wurde. Sie war eine der ersten Universitäts-Studentinnen Europas. In ihren letzten Lebensjahren wandte sie sich den Lehren des Jean de Labadie zu und leitete dessen Anhänger.

## Leben

### Jugend
Geboren wurde Anna Maria von Schürmann in Köln als Kind reformierter Eltern. Ihr Vater Frederik van Schurmann († 1623) stammte aus Antwerpen in den südlichen Niederlanden, ihre Mutter Eva von Harff zu Dreiborn aus einer Jülich-Eifeler Adelsfamilie. Beide Eltern waren vor der Gegenreformation aus ihrer Heimat geflohen. Aber auch im katholischen Köln konnten sie ihre Religion als Contraremonstranten nur im Untergrund ausüben. Anna Maria war drei Jahre alt, als die Familie aus der Stadt nach Dreiborn zur mütterlichen Familie fliehen musste.
Anna Marias Eltern legten großen Wert auf die Bildung ihrer Kinder, auch ihrer einzigen Tochter. Als erstes vermittelten sie ihnen ihre reformierte Frömmigkeit. Anna Maria las bereits mit drei Jahren in der Bibel und lernte den Heidelberger Katechismus auswendig. Später erhielt sie die übliche Ausbildung einer jungen Adligen in der Renaissancezeit. Daneben wurde sie gemeinsam mit ihren älteren Brüdern Hendrik († 1632) und Johan Godschalk vom Vater und von Hauslehrern unterrichtet. Ihr Vater, der 1613 geadelt wurde, hatte ebenfalls eine humanistische Ausbildung erhalten, die er an seine Kinder weitergab.
1615 zog die Familie nach Utrecht. Hier pflegte die Familie die Bekanntschaft zu den Malern Ambrosius Bosschaert und Balthasar van der Ast und dem Kupferstecher Crispijn van der Passe. Anna Maria übte sich – als Entspannung zu ihren übrigen Studien – auch im Malen. Magdalena van der Passe unterrichtete sie in der Kupferstechkunst. Anna Maria von Schürmann gilt als die erste Künstlerin, die Porträts in Pastell gestaltete. Schon als Jugendliche erwarb sie sich den Ruf großer Gelehrsamkeit.
1623 zog die Familie nach Franeker, wo sich Vater und Söhne für die Universität einschrieben. Der Vater starb kurz nach dem Umzug. Auf dem Totenbett ließ er seine Tochter versprechen, nicht zu heiraten. Johan Gotschalk unterstützte ihre Studien und brachte sie in Kontakt zu seinen Professoren, da es ihr als Frau dort verwehrt war, an den Vorlesungen teilzunehmen. Nachdem er 1626 sein Studium abgeschlossen hatte, kehrte die Familie nach Utrecht zurück. Dort schlossen sie sich der Gemeinde an, deren Presbyter der berühmte Humanist Arnoldus Buchelius war. Er korrespondierte mit ihr über ihre Studien, kopierte viele ihrer Briefe und Gedichte für sich und überlieferte sie so der Nachwelt. Schürmann bildete sich jetzt größtenteils autodidaktisch fort, nahm auch Griechischunterricht zur Bibel und den Kirchenvätern bei Gisbert Voetius, als er 1634 in die Stadt kam.
Sie sprach und schrieb mindestens zehn Sprachen: Niederländisch, Französisch, Deutsch, Englisch, Italienisch, Lateinisch, Griechisch, Hebräisch (auch in Samaritanischer Schrift), Arabisch, Syrisch / Aramäisch, Persisch und Äthiopisch. Zudem war sie erfahren in der Stickerei, der Glasmalerei, der Holzschneiderei und Kupferstechkunst, arbeitete als Malerin besonders als Porträtistin, war eine Virtuosin in der Musik, Dichterin, Geographin, Astronomin, Theologin, Pädagogin, Historikerin, Linguistin und Philosophin. Als Mitglied der Respublica Litteraria korrespondierte sie mit vielen gelehrten Frauen und Männern in ganz Europa, u. a. Gerardus Johannes Vossius, Daniel Heinsius, Hugo Grotius und Christiaan Huygens.

### Erste Studentin
Als 1636 die Universität Utrecht gegründet wurde, galt Schürmann als die gelehrteste Frau Europas. Gisbert Voetius hielt die Predigt zur Eröffnung der Universität. Schürmann wurde eingeladen, Preisgedichte zu verfassen. Darin beklagte sie, dass keine Frauen zu diesen „heiligen Hallen der Gelehrsamkeit“ zugelassen seien. In einem niederländischen Gedicht zu Voetius’ Predigt ermutigte sie ausdrücklich Frauen, sich lieber der Bildung als der Pflege der vergänglichen Schönheit zuzuwenden. Diese Gedichte, die zusammen mit den Preisgedichten anderer Gelehrter im Druck erschienen, waren ihre ersten gedruckten Werke.
Daraufhin erlaubte man ihr als einer der ersten Frauen, an Vorlesungen und Disputationen aller Fakultäten teilzunehmen, ohne dass sie als Studentin eingeschrieben war. Sie musste allerdings in einem von einem Vorhang verdeckten Holzverschlag unsichtbar für die männlichen Studenten sitzen, beteiligte sich aber auch aktiv an den Disputationen. Im Zuge ihrer Beschäftigung mit dem Judentum und dem Islam schrieb sie den Koran in Arabisch ab. Sie verfasste auch eine Grammatik für die damals in Europa wenig bekannte Altäthiopische Sprache. Diese Grammatik ist zwar nicht erhalten, aber man weiß, dass 1648 Hiob Ludolf, der später die Äthiopistik als wissenschaftliche Disziplin begründete, zu ihr kam, um von ihr zu lernen. Besonders interessierte sie neben den semitischen Sprachen die Theologie. Dafür nahm sie Privatstunden bei Voetius und beteiligte sich an Disputationen und ab den 1640er Jahren auch schriftlich an theologischen Auseinandersetzungen.
Zur selben Zeit begann sie auf Anregung ihrer gelehrten Freunde, erste Schriften, Briefe und Gedichte zu veröffentlichen, darunter 1638 mit Amica dissertatio inter Annam Mariam Schurmanniam et Andr. Rivetum de capacitate ingenii muliebris ad scientias, den schon um 1630 begonnenen Briefwechsel mit dem Leidener Theologieprofessor André Rivet (1572–1652) über die Frage, ob Frauen studieren sollten und könnten. Zwar teilte sie die Ansicht ihrer Zeitgenossen, dass der weibliche Geist dem männlichen unterlegen sei, folgerte daraus aber, dass Frauen deshalb eine umso bessere Ausbildung benötigten – zumindest wenn sie wie sie reich und unverheiratet waren. Ihre Werke erfuhren eine weite Verbreitung. Ihre Opuscula Hebraea, Graeca, Latina, Gallica, Prosaica et Metrica mit Briefen, Abhandlungen und Gedichten in vier Sprachen erschienen zu ihren Lebzeiten dreimal und ein weiteres Mal 1749. Auch ihre anderen Schriften wurden nachgedruckt und übersetzt.
Schürmanns Berühmtheit zog Gelehrte aus ganz Europa an, die ihr schrieben, sie besuchten und Preisgedichte über sie verfassten. Auch sie verfasste ihrerseits Preisgedichte für andere Frauen, beispielsweise für die dänische Gelehrte Birgitte Thott, deren Seneca-Übersetzung von 1658 ein Gedicht von Schürmann einleitete. Aktiv und als Vorbild motivierte sie andere Frauen, sich ebenfalls der humanistischen Bildung zu widmen. 1654 besuchte sie auch Christina von Schweden, mit der sie bereits zuvor korrespondiert hatte. Die Königin war als Mann verkleidet nach Utrecht gekommen. Sie ließ sich während ihres Besuchs von Schürmann als Pallas Athene, die Verkörperung der Weisheit, porträtieren. Weitere gelehrte Frauen, mit denen sie korrespondierte, waren Anna Roemers Visscher (Nordholland), die spätere Äbtissin von Herford Elisabeth von der Pfalz, Marie du Moulin (Den Haag), Margaretha van Godewijck (Dordrecht), Bathsua Makin (England).
Anna Maria von Schürmann blieb zeitlebens unverheiratet. Nach dem Tod ihrer Mutter 1637 führte sie ihrem Bruder Johan Godschalk den Haushalt. Er ließ sie an seinen Studien teilhaben, denn keine andere Universität erlaubte ihr die Teilnahme. Der Nachlass ihrer Eltern ermöglichte beiden ein sorgenfreies Leben. 1653/54 begleitete sie ihn nach Köln, um zwei Schwestern ihrer Mutter zu unterstützen. Dort mussten sie als Calvinisten im Verborgenen leben, da jede Abweichung vom Katholizismus lebensgefährlich war.
Auch als Studentin war Anna Maria von Schürmann als Künstlerin tätig. Sie porträtierte u. a. mehrere Mitglieder der Universität. 1643 wurde sie in die Lukasgilde aufgenommen. In ihrem Haus legte sie ein Kuriositätenkabinett an.

### Labadistin
Während ihres Studiums beschäftigte Schürmann sich besonders mit der Theologie. Theologie bedeutete für sie nicht nur Wissenschaft, sondern vor allem gelebte Frömmigkeit. In theologischen Diskussionen vertrat sie die strenge calvinistische Prädestinationslehre. Schon von Jugend an bemühte sie sich um ein frommes Leben gemäß den alttestamentlichen Gesetzen mit regelmäßigen Gebetszeiten und strenger Sabbatheiligung. Spätestens seit dem Kölnaufenthalt verstärkten sich mystische Tendenzen und die Sehnsucht, das ganze Leben dem Glauben zu opfern. Die calvinistische Staatskirche schien ihr nun mehr und mehr von der Welt korrumpiert. Mit ihrem Bruder, den Tanten und zwei Dienerinnen zog sie 1660 nach Lexmond zurück, wo die Familie Land besaß. Dort lebten sie zwei Jahre lang abgeschieden. Auch die brieflichen Kontakte schränkte sie ein. Nach dem Tod der Tanten und eigener lebensgefährlicher Krankheit kehrte sie nach Utrecht zurück.
Die Bekanntschaft mit Jean de Labadie wurde durch ihren Bruder vermittelt, der Labadie während seiner Studienreise durch Deutschland und die Schweiz, wo er 1662 in Basel promoviert hatte, in Genf begegnet war. Nachdem Johan Gotschalk 1664 gestorben war, setzte Anna Maria die Korrespondenz fort. 1666 kam Labadie nach Utrecht. Schürmann begleitete ihn auf seinen Predigtreisen durch die Niederlande. Durch ihn kam sie auch in Kontakt zu Antoinette Bourignon. Mit führenden Kirchenvertretern diskutierte sie die Rolle der Frau in der Kirche.
Mit 62 Jahren verkaufte sie 1669 ihr Haus und verließ endgültig Utrecht. Sie schloss sich der Gemeinde der Labadisten an und widerrief ihre früheren Schriften, in denen sie angeblich intellektuell eitel und gottesfern argumentiert und gelebt habe. Anstatt sich weiterhin spitzfindig philologisch mit der Gotteserkenntnis zu beschäftigen und nutzlos Wissen anzuhäufen, wolle sie sich nun der Aufklärung und Gemeindearbeit widmen. Der ungewöhnliche Schritt und die Abkehr von der Bürgerlichkeit sorgten unter ihren Bekannten für großes Aufsehen. Von nun an veröffentlichte sie religiöse Schriften, als erste 1669 Mysterium Magnum, Oder Grosses Geheimnüs das ist: Ein sehr herrliches und im heiligen Wort Gottes wohlgegründetes Bedencken Uber die Zukunft des Reichs Christi. Durch die hochgelehrte/in aller Welt beruffene und von Gott hochverleuchtete Jungfer Juffr. Anna Maria von Schurmann.
Sie ging mit den Labadisten von Middelburg nach Amsterdam und 1670 weiter nach Herford in Westfalen, wo die Fürstäbtissin Elisabeth von der Pfalz, die hochgelehrte Tochter der „Winterkönigin“, mit der Schürmann schon seit langem korrespondierte, der Gemeinde eine Zeitlang Zuflucht gewähren konnte. 1673 gab sie den ersten Teil der Autobiographie Eukleria oder die Erwählung des besseren Teils (gr. Ευκληρία = die, die gut wählt) heraus, in dem sie ihren Schritt hin zur labadistischen Sekte erklärte und verteidigte. In der damals vom dänischen König regierten Toleranzstadt Altona bei Hamburg, der nächsten Station der Verfolgten, starb Labadie 1674. Anna Maria von Schürmann, die bereits zuvor als geistige Führerin aufgefallen war, wurde zum Haupt der bedrängten Gruppe und führte sie ins westfriesische Wieuwerd, wo sie auf Schloss Walta-State Zuflucht fanden. Von hier aus begann sie einen intensiven Briefwechsel mit Eleonora von Merlau und Johann Jakob Schütz, dem Anreger des Frankfurter Collegium pietatis (Zusammenkunft zu gemeinsamer Andacht) und einem der bedeutendsten Vertreter des frühen lutherischen Pietismus, der unmittelbar zur Entstehung des deutschen Pietismus beitrug.
Anna Maria Schürmann starb 1678, wenige Tage nach Vollendung des zweiten Teils ihrer Autobiographie Eukleria, in welchem sie ihre religiöse Gruppe als Keimzelle einer künftigen Weltgemeinschaft bezeichnete. Mit diesem Werk trat sie weitverbreiteten Gerüchten und der Auffassung unter Nicht-Labadisten entgegen, dass es sich bei der Sekte um „verzückte Weiber“ und Schwärmer handele.
Zehn Jahre nach ihrem Tod wurde Schloss Walta-State auch der Naturforscherin und Künstlerin Maria Sibylla Merian, deren Mutter und beiden Töchtern zum Zufluchtsort und Ruhepunkt.
Die labadianische Gemeinschaft existierte noch etwa 70 Jahre, bis um 1750.

## Werke
- Amica dissertatio inter Annam Mariam Schurmanniam et Andr. Rivetum de capacitate ingenii muliebris ad scientias. Paris 1638
  - frz. Übs.: Question celebre, s'il est necessaire, ou non, que les filles soient savantes. Paris 1646 (Digitalisat)
  - deutsch unter dem Titel Darf eine christliche Frau studieren? von Adele Osterloh
- Nobiliss. virginis Annae Mariae a Schurman Dissertatio, de ingenii muliebris ad doctrinam, & meliores litteras aptitudine. Accedunt quaedam epistolae ejusdem argumenti. Leiden 1641 (Digitalisat), 1642
  - engl. Übs.: The learned maid; or, Whether a maid may be a scholar? A logick exercise. London 1659
- Nobiliss. virginis Annae Mariae à Schurman, Opuscula Hebraea, Graeca, Latina, Gallica. Prosaica & metrica. Leiden 1648 (Digitalisat), 2. Aufl. Leiden 1650 (Digitalisat), 3. Aufl. Utrecht 1652 (Digitalisat, Text mit ausführlicher Einleitung), ferner Leipzig 1749 (Digitalisat)
- Pensées sur la Réformation nécessaire à présent à l’Eglise de Christ. Amsterdam 1669
- Ευκληρία seu melioris partis electio. Tractatus brevem vitae ejus delineationem exhibens. Altona 1673 (Digitalisat); Ευκληρία seu melioris partis electio. Pars secunda, historiam vitae ejus usque ad mortem persequens. Amsterdam 1685 (Digitalisat)
  - dt. Übs.: Der Anna Maria von Schurman Ευκληρία oder Die Erwählung des besten Theils. Dessau/Leipzig 1783 (Digitalisat)

## Rezeption
Die feministische Künstlerin Judy Chicago widmete ihr in ihrer Arbeit The Dinner Party eines der 39 Gedecke am Tisch.
Im Kölner Stadtteil Altstadt/Süd ist ein Weg nach ihr benannt.